# VfL Oldesloe
Der VfL Oldesloe ist ein deutscher Sportverein aus dem schleswig-holsteinischen Ort Bad Oldesloe. Der Verein hat seinen Ursprung in dem Männer-Turnverein Oldesloe (MTV von 1862). Die heute noch gültige Bezeichnung VfL Oldesloe ist auf die Fusion des Oldesloer SV (1902) mit dem Männer-Turnverein Oldesloe (MTV von 1862) 1938 zurückzuführen.
Der VfL Oldesloe zählt zu den ältesten Vereinen Stormarns.
Der VfL Oldesloe hat Abteilungen für Badminton, Basketball, Bowling, Darts, Fußball, GRG (Gesundheit- und Rehabilitationssport Gemeinschaft), Handball, Herzsportgruppe, Jiu-Jitsu/Karate, Judo, Leichtathletik, Tanzen, Tischtennis, Triathlon, Schwimmen, Turnen, Volleyball und Wintersport. In den insgesamt 18 Abteilungen werden 50 verschiedene Sportarten angeboten.

## Name
Der offizielle Name des Vereins lautet „Verein für Leibesübungen Oldesloe von 1862 e. V.“. Da dieser für den allgemeinen Sprachgebrauch jedoch nicht geeignet ist, ist der Name auf drei Buchstaben beschränkt. Ein großes „V“, ein kleines „f“ und ein großes „L“, somit erhält man den VfL Oldesloe.
Die Stadt Bad Oldesloe erhielt im Jahre 1910 den Ehrentitel „Bad“ für ihren Kur- und Bäder-Betrieb. Der Vereinsname des VfL Oldesloe enthält das „Bad“ nicht, da dieser bereits seit 48 Jahren bestand. Somit fand dieser Zusatz nie beurkundeten Eingang in den Vereinsnamen.

## Vereinsgeschichte
Den Ursprung hatte der VfL Oldesloe im Männerturnverein (MTV) Oldesloe.
Der MTV ist schon am 14. September 1861 gegründet worden und erhielt ein Jahr später seine Fahnenstiftung. Die Gründer waren der Volksdichter Buchow, der Goldschmied Noth, Louis Böthel und der Gastwirt Maack.
Das 25-jährige Bestehen des Vereins ist im September 1886 gefeiert worden. Ein Jahr später ist das 25-jährige Jubiläum der Gründer-Vereins-Fahne des MTV feierlich begangen worden, auf der das Gründungsjahr 1862 zu erkennen ist. Daher wurde beschlossen dieses Jahr als Gründungsjahr anzuerkennen. Darauf bezogen sich auch alle weiteren Jubiläen.
Ein besonderes Kapitel in der Vereinsgeschichte ist die Gründung einer „Freiwilligen Turnfeuerwehr“, die 1872 beschlossen wurde. 1879 lösten sich jedoch die Brandbekämpfer wieder aus dem Verein und wurden eigenständig.
Um die Jahrhundertwende wurden in Oldesloe auch die Ballsportarten populär, somit kam es zu einer Einrichtung einer Spielabteilung im Verein.
1914 war es mit dem Ausbruch des Ersten Weltkrieges mit dem Sportalltag zunächst vorbei. Als der Krieg zu Ende war, war man bemüht den Verein neu aufzubauen. Dies wurde mit dem Zusammenschluss mit dem Oldesloer Ballspielclub gestützt. Daraufhin kam es auch zu einem Zusammenschluss mit dem FC Teutonia. Der Vereinsname wurde in dem Zuge zu MTV von 1862 geändert. Die Vereinsfarben legte man auf das heute noch verwendete Blau-Weiß fest.
Der Verein zählte nun fünf Abteilungen, darunter Turnen, Fußball, Tennis, Jugend und Knaben.
Aufgrund von Spannungen zwischen den Abteilungen wurde 1923 jedoch die Abspaltung der Turnabteilung beschlossen. Die Turnabteilung nennt sich nun wieder MTV, während sich der Rechtsnachfolger des MTV von 1962 in Oldesloer Sportverein (OSV) umbenannte.
15 Jahre später im Jahre 1938 beschlossen der OSV und der MTV endgültig wieder gemeinsame Sache zu machen, nun unter der noch heute gültigen Bezeichnung „Verein für Leibesübungen (VfL) Oldesloe“.
Mit dem Ausbruch des Zweiten Weltkrieges wurden der Wettkampfbetrieb und die sportlichen Aktivitäten eingestellt. Die Sportler im wehrfähigen Alter wurden zur Wehrmacht eingezogen. Auch aufgrund des schweren Bombenangriffs auf die Stadt Bad Oldesloe am 24. April 1945 wurden in den Reihen der Oldesloer Sportler große Lücken gerissen. Nach dem Krieg begann der Verein im Jahre 1945 einen mühevollen und stetigen Wiederaufbau des Vereinslebens. Im Laufe der nächsten Jahrzehnte veränderte sich das Angebot stetig. So auch in der Schwimmabteilung, die erstmals 1955 ins Leben gerufen wurde, sich jedoch sechs Jahre später wieder auflöste, da kein Hallenbad vor Ort war. Mit dem Bau des Hallenbads am Bürgerpark in den 70er Jahren gründete sich die Abteilung neu.
1957 wurde eine Wintersport-Abteilung aufgebaut, auch wenn Bad Oldesloe kein stetiges Wintergebiet ist. Diese Abteilung hat nichtsdestotrotz bis heute Bestand.
Inzwischen bietet der VfL Oldesloe 50 verschiedene Sportarten in insgesamt 18 Abteilungen.
Die jüngste Abteilung unter ihnen ist die Dart-Abteilung, die am 13. April 2018 gegründet wurde.

## Gesellschaftliche Verbundenheit
Die gesellschaftliche Verbundenheit wird auch durch Aktivitäten außerhalb des Sportgeschehens gelebt. Oldesloes Städtepartnerschaft zu der israelischen Stadt Beer Yaacov ist auf die Initiativen der Turnabteilung zurückzuführen.
Die Judokas pflegen seit den 1990er Jahren einen Austausch mit der Ukraine.
Daraus entwickelte sich sogar eine regelmäßige menschliche Hilfe. So wurden unter anderen Medikamenten und andere Hilfsgüter an ein Krankenhaus in Schytomyr überbracht, in dem an Krebs erkrankte Kinder betreut werden, als Folge des Reaktorbrandes von Tschernobyl.

## Soziales Engagement
Der VfL Oldesloe beteiligt sich seit Jahren an sozialen Projekten wie Sport gegen Gewalt, Sport und Integration und Sport in den Stadtteilen. Ziel dieser Projekte ist es, durch sportliche Aktivitäten soziale Kompetenzen zu vermitteln.

## Stiftung
Nach drei Jahren Vorbereitungszeit wurde unter dem Motto „Fit für die Zukunft“ 2011 das VFL-Stiftungsfond unter dem Dach der Bürgerstiftung Stormarn gegründet. Ziel der Stiftung ist es den Verein finanziell aufzustellen und auch die Attraktivität für momentane und zukünftige Mitglieder zu steigern.

## Handballabteilung
Den ersten großen Erfolg gelang der weiblichen Jugend A des VfL, welche 1979 die deutsche Meisterschaft gewann. Sie gewann die beiden Finalspiele mit 16:15 und 13:9 gegen den VfL Pfullingen. Im darauffolgenden Jahr verteidigten die Oldesloerinnen ihren Titel gegen die Reinickendorfer Füchse. Nach einer Hinspielniederlage von 8:9 gewannen sie in der heimischen Stormarnhalle mit 11:8.
Der Damenmannschaft gelang 1982 der Aufstieg in die Oberliga. 1985 stieg der VfL erstmals in die Regionalliga auf. Nachdem der VfL in der ersten Saison überraschend den dritten Tabellenplatz belegt hatte, mussten sie ein Jahr später den Gang in die Oberliga antreten. 1990 kehrten sie wieder in die Regionalliga zurück und schafften schließlich den direkten Durchmarsch in die 2. Bundesliga.
Die erste Spielzeit in der 2. Bundesliga (Nord) beendete der VfL mit 44:0 Punkten und 597:358 Toren als souveräner Meister, jedoch scheiterte die Mannschaft in der Aufstiegsrunde zur 1. Bundesliga. Nach mehreren erfolgreichen Spielzeiten musste sich der VfL 1999 aus finanziellen Gründen aus der 2. Liga verabschieden. In der Saison 2008/09 spielte die Damenmannschaft in der Kreisliga (3. Platz). Vor der Saison 2009/10 wurde die Mannschaft vom Spielbetrieb zurückgezogen, wodurch sie als erster Absteiger feststanden. In der Saison 2010/11 und 2011/12 nahm keine Damenmannschaft am Spielbetrieb teil. Ab der Saison 2012/13 trat eine Mannschaft in der Kreisliga an. In der Saison 2014/15 fiel die Mannschaft am letzten Spieltag auf den letzten Platz zurück und stieg somit in die Kreisklasse, die niedrigste Spielklasse, ab. Ab der Saison 2016/17 trat die Damenmannschaft wieder in der Kreisliga an, während die Herrenmannschaft ab der Saison 2010/11 in der Kreisliga spielte. Nach Unstimmigkeiten zwischen der Handballsparte und dem Gesamtvorstand des Vereins verließen die Mitglieder der Handballsparte nach der Saison 2018/19 den Verein.

### Bekannte Spielerinnen
- Zsuzsa Nyári
- Ingrid Schilk

## Fußball
Noch als Oldesloer SV hatte die Mannschaft vor 1933 in der Oberliga Lübeck-Mecklenburg, somit in der 1. Liga gespielt. Danach in der Bezirksklasse, nahm sie 1934 und 1937 ohne Erfolg an den Aufstiegsrunden zur Gauliga Nordmark teil, wobei 1937 nur das Torverhältnis gegenüber Komet Hamburg nicht genügte. In den 1970er Jahren wurde der Sprung in die Regionalliga Nord zweimal nur knapp verfehlt.
2014 gingen alle Mannschaften des Frauenfußballvereins FFC Oldesloe 2000 in den VfL Oldesloe über.

### Persönlichkeiten
- Walter Risse (war Trainer)
- Herbert Dorn (1. FC Saarbrücken)
- Gert Girschkowski (Hamburger SV)
- Erwin Seeler (war Spielertrainer)
- Wilhelm Lindemann (VfB Lübeck 1950/51)
- Reinhard Kock (FC St. Pauli)
- Rouwen Hennings (Fortuna Düsseldorf)
- Benedikt Pliquett (FC St. Pauli)
- Alexander Meyer (Borussia Dortmund)

## Volleyball

### Bekannte Spieler
- Axel Hager
- Johanna Barg